# Callitriche anisoptera
Callitriche anisoptera är en grobladsväxtart som beskrevs av Schotsm.. Callitriche anisoptera ingår i släktet lånkar, och familjen grobladsväxter. Inga underarter finns listade i Catalogue of Life.